# Bohuslav Karlík
Bohuslav Karlík (25 de noviembre de 1908-29 de septiembre de 1996) fue un deportista checoslovaco que compitió en piragüismo las modalidades de aguas tranquilas y eslalon.
Participó en dos Juegos Olímpicos de Verano, obteniendo una medalla de plata en Berlín 1936 en la prueba de C1 1000 m. Ganó tres medallas en el Campeonato Mundial de Piragüismo, en los años 1938 y 1950, y dos medallas en el Campeonato Europeo de Piragüismo, en los años 1933 y 1934.
En la modalidad de eslalon, obtuvo una medalla de plata en el Campeonato Mundial de Piragüismo en Eslalon de 1949.

## Palmarés internacional
| Juegos Olímpicos   | Juegos Olímpicos       | Juegos Olímpicos  | Juegos Olímpicos |
| Año                | Lugar                  | Medalla           | Competición      |
| ------------------ | ---------------------- | ----------------- | ---------------- |
| 1936               | Berlín (Alemania)      | Medalla de plata  | C1 1000 m        |
| Campeonato Mundial |                        |                   |                  |
| Año                | Lugar                  | Medalla           | Competición      |
| 1938               | Vaxholm (Suecia)       | Medalla de oro    | C2 10 000 m      |
| 1938               | Vaxholm (Suecia)       | Medalla de plata  | C2 1000 m        |
| 1950               | Copenhague (Dinamarca) | Medalla de bronce | C2 10 000 m      |
| Campeonato Europeo |                        |                   |                  |
| Año                | Lugar                  | Medalla           | Competición      |
| 1933               | Praga (Checoslovaquia) | Medalla de plata  | C1 1000 m        |
| 1934               | Copenhague (Dinamarca) | Medalla de bronce | C1 1000 m        |

| Campeonato Mundial | Campeonato Mundial | Campeonato Mundial | Campeonato Mundial |
| Año                | Lugar              | Medalla            | Competición        |
| ------------------ | ------------------ | ------------------ | ------------------ |
| 1949               | Ginebra (Suiza)    | Medalla de plata   | C1 por equipos     |